# 21. etape af Tour de France 2008
Enogtyvende etape af Tour de France 2008 blev kørt søndag d. 27. juli og var en 143 km lang etape som gik fra Étampes til Champs-Élysées i Paris.
- Etape: 21
- Dato: 27. juli
- Længde: 143 km
- Danske resultater:

78. Nicki Sørensen + 0.14
- Gennemsnitshastighed: 37,1 km/t

## Sprint og bjergpasseringer

### 1. sprint (Haut des Champs-Elysées)
Efter 99 km
| Vinder | José Iván Gutiérrez | 6p |
| 2.     | Xavier Florencio    | 4p |
| 3.     | Joost Posthuma      | 2p |

### 2. sprint (Haut des Champs-Elysées)
Efter 118,5 km
| Vinder | Carlos Barredo   | 6p |
| 2.     | Nicolas Vogondy  | 4p |
| 3.     | Volodymyr Hustov | 2p |

### 1. bjerg (Côte de Saint-Rémy-les-Chevreuse)
4. kategori stigning efter 48 km
| Plads | Navn           | Point |
| ----- | -------------- | ----- |
| 1.    | Bernhard Kohl  | 3     |
| 2.    | Gert Steegmans | 2     |
| 3.    | Bernhard Eisel | 1     |

### 2. bjerg (Côte de Châteaufort)
4. kategori stigning efter 51,5 km
| Plads | Navn           | Point |
| ----- | -------------- | ----- |
| 1.    | Freddy Bichot  | 3     |
| 2.    | Sebastian Lang | 2     |
| 3.    | Marco Marzano  | 1     |

## Resultatliste
|    | Navn              | Land        | Hold              | Tid     |
| -- | ----------------- | ----------- | ----------------- | ------- |
| 1  | Gert Steegmans    | Belgien     | Quick Step        | 3:51.38 |
| 2  | Gerald Ciolek     | Tyskland    | Team Columbia     | + 0.00  |
| 3  | Óscar Freire      | Spanien     | Rabobank          | + 0.00  |
| 4  | Robbie McEwen     | Australien  | Silence-Lotto     | + 0.00  |
| 5  | Thor Hushovd      | Norge       | Crédit Agricole   | + 0.00  |
| 6  | Julian Dean       | New Zealand | Team Garmin       | + 0.00  |
| 7  | Stefan Schumacher | Tyskland    | Team Gerolsteiner | + 0.00  |
| 8  | Robert Förster    | Tyskland    | Team Gerolsteiner | + 0.00  |
| 9  | Leonardo Duque    | Colombia    | Cofidis           | + 0.00  |
| 10 | Robert Hunter     | Sydafrika   | Barloworld        | + 0.00  |

## Eksternt link
- Etapeside Arkiveret 20. november 2008 hos  Wayback Machine på Letour.fr Arkiveret 28. februar 2011 hos  Wayback Machine (fransk) (engelsk) (tysk) (spansk)